# Slesvig-holstenisme
Slesvig-holstenisme er en politisk forestilling om hertugdømmerne Slesvigs og Holstens nære samhørighed, deres selvstændighed i forhold til Kongeriget Danmark og deres nære tilknytning til Tyskland.
Modsætningen til Slesvigholstenismen var Ejderpolitikken, som ville genoprette Danmarks historiske sydgrænse ved floden Ejderen mellem Slesvig og Holsten ved at knytte Hertugdømmet Slesvig fastere til Danmark, mens det tysktalende hertugdømme Holsten skulle overlades til en fremtid i det Tyske Forbund.

## Historie
Slesvig-holstenismen blev første gang formuleret som politisk program omkring 1815-16 af professorerne Nicolaus Falck og F.C. Dahlmann ved universitetet i Kiel. De ønskede en liberal slesvig-holstensk forfatning via en genoplivning af de gamle stændermøder.
Fortalere for slesvig-holstenismen fandt især historisk belæg for deres program i Det slesvig-holstenske Ridderskabs privilegier, primært løftet i Ribebrevet fra 1460 (om at landene skulle forblive evigt udelte sammen). I 1830 kæmpede landfoged Uwe Jens Lornsen forgæves for en liberal forfatning for et "Schleswigholstein", der kun havde konge og fjende fælles med Danmark, men i 1840'erne voksede en egentlig slesvig-holstensk bevægelse frem under ledelse af Wilhelm Beseler. Samtidig blev den augustenborgske linjes arvekrav til den danske trone en brik i slesvig-holstenismen, idet der nu fremstod et alternativt fyrstehus til det regerende danske.
Men under ingen af de efterfølgende krige sejrede det slesvig-holstenske program. I Treårskrigen 1848-50 led slesvig-holstenerne nederlag efter at have mistet Preussens opbakning, i perioden 1864-67 blev Slesvig, Holsten og Lauenborg lagt ind under Preussens herredømme efter Danmarks nederlag til Preussen og Østrig i krigen i 1864 og efter Østrigs nederlag til Preussen i 1866. 
Først oprettelsen af forbundslandet Slesvig-Holsten i 1946 markerede en indfrielse af de slesvig-holstenske mål, selvom landet ikke kom til at få sin egen fulde selvstændighed eller kom til at omfatte hele det historiske landområde, som hertugdømmerne udgjorde.